# Terry Bush
Terry Bush (29 tháng 1 năm 1943 – 3 tháng 8 năm 2018) là một cầu thủ bóng đá người Anh thi đấu ở vị trí tiền đạo cho Bristol City trong toàn bộ sự nghiệp trước khi giải nghệ vì chấn thương năm 1970. Ông thi đấu 182 trận và ghi 45 bàn ở mọi đấu trường, trong đó có 43 bàn đến từ 162 trận ở Football League. Sau khi giải nghệ, ông gia nhập đội ngũ câu lạc bộ với tư cách trợ lý thư ký trước khi thành nhân viên toàn thời gian cho Transport and General Workers Union.